# 西马克
西马克 (SMS SIEMAG)是冶金设备制造业的世界三巨头企业之一。为SMS集团在合約量和销售额方面最大的子公司。总部位于德国杜塞尔多夫与希尔兴巴赫。钢铁和铝加工领域领先的冶金设备和轧制技术企业。

## 历史
1871年卡尔·埃伯哈德·魏斯在德国锡根成立了一家锻造工厂。1918年，演变为Siegener Maschinenbau AG (即Siemag)。1927年开始轧机制造业。
1901年爱德华·施勒曼在杜塞尔多夫建立了经营配件和其它技术类产品的贸易的施勒曼股份公司。1968年并购瑞士康卡斯特(Concast)公司。
1973年施勒曼股份公司和西马克机器制造厂合并成施勒曼-西马克公司股份公司（Schloemann-Siemag AG），并在1980年简称为SMS AG。1999年7月SMS兼并了德马克股份公司（DEMAG AG）的冶金设备制造分部，称为SMS德马克股份公司（SMS Demag AG）。2000年，SMS德马克股份公司改组为SMS集团（SMS Group），下属两家子公司：
- SMS德马克股份公司（SMS Demag AG），从事冶金设备和轧制技术
- SMS梅尔股份公司（SMS Meer AG），主要从事管材、长材、挤压机和锻造设备

2009年，魏斯家族回购所有在外股份，把SMS德马克股份公司（SMS Demag AG）改为传统名称SMS西马克股份公司（SMS Siemag AG）。